# 도가키 류이치
도가키 류이치(일본어: 堂柿 龍一, 1988년 1월 8일 ~ )는 일본의 전 축구 선수이다.

## 구단 경력
과거 세레소 오사카에서 활동하였다.